# Ibşir Mustafa Paša
Ibşir Mustafa Paša byl osmanský státník abchazského původu, synovec guvernéra a vzbouřence Abazy Mehmeda Paši. V období od 28. října 1654 do 11. května 1655 byl osmanským velkovezírem. V roce 1649 byl také guvernérem Damašku. Mimo jiné byl držitelem titul Damat (zeť) díky sňatku s osmanskou princeznou.